# Domjur
Domjur è una suddivisione dell'India, classificata come census town, di 16.822 abitanti, situata nel distretto di Howrah, nello stato federato del Bengala Occidentale. In base al numero di abitanti la città rientra nella classe IV (da 10.000 a 19.999 persone).

## Geografia fisica
La città è situata a 22° 38' 27 N e 88° 13' 13 E e ha un'altitudine di 10 m s.l.m..

## Società

### Evoluzione demografica
Al censimento del 2001 la popolazione di Domjur assommava a 16.822 persone, delle quali 8.372 maschi e 8.450 femmine. I bambini di età inferiore o uguale ai sei anni assommavano a 1.689, dei quali 876 maschi e 813 femmine. Infine, coloro che erano in grado di saper almeno leggere e scrivere erano 11.611, dei quali 6.146 maschi e 5.465 femmine.